# Open Occitanie 2025
Open Occitanie 2025 — тенісний турнір, що проходив на кортах з твердим покриттям у місті Монпельє, Франція з 27 січня. Належав до категорії ATP 250, був турніром серії Open Sud de France 2025 року.

## Фінальна частина

### Одиночний розряд
Фелікс Оже-Аліассім —  Александар Ковачевич 6–2, 6–7(7–9), 7–6(7–2)

### Парний розряд
Робін Гаасе /  Ботік ван де Зандсгулп —  Таллон Ґрікспор /  Барт Стевенс 6–7(7–9), 6–3, [10–5]